# Hometown!
《Hometown!》은 아일랜드의 포크 그룹 더 더블리너스가 1972년 녹음한 것을 EMI와 컬럼비아에서 발매한 라이브 음반이다. 수록곡 "Raglan Road"의 앞부분은 LP의 앞부분에, 뒷부분은 LP의 뒷부분으로 쪼개지는 상황이 발생하여 여태껏 발매한 음반 중에선 가장 짧은 기간 동안 판매되었다. 더블린의 내셔널 스타디움에서 녹음되었다. 또한 이 음반에는 이전에 녹음하지 않았던 곡들이 수록되어 있다.

## 트랙 리스트

### 사이드 원
1. "Molly Maguires"
2. "Take It Down from the Mast"
3. "Sons of Roisin"
4. "Barney's Mozart"
5. "Raglan Road (Part 1)"

### 사이드 투
1. "Raglan Road (Part 2)"
2. "The Comical Genius"
3. "The Breeze (Heathery Breeze)"
4. "Octopus Jig"
5. "Kimmage"
6. "Hand Me Down My Bible"
7. "Monto"